# Igor Klebanov
Igor Romanovič Klebanov (* 29. března 1962) je teoretický fyzik, jehož výzkum je zaměřen na vztahy mezi teorií strun a kvantovou kalibrační teorií pole. Od roku 1989 působí jako profesor na Princetonské univerzitě.
V roce 2016 byl zvolen do Národní akademie věd.
Narodil se v Sovětském svazu v roce 1962, do Spojených států emigroval jako teenager. Bakalářské a magisterské vzdělání získal na Massachusettském technologickém institutu, doktorát na Princetonské univerzitě jako student Curtise Callana v roce 1986.
Ve své práci se zabýval Skyrmeho modelem hadronů.
Klebanov pracoval jako post doktorand na urychlovačové laboratoři SLAC.
Jeho hlavní příspěvky k teorii strun jsou maticový model přístupu k dvoudimenzionálním strunám, bránová dynamika, a nejnověji kalibrační teorie gravitační duality.
Jeho práce z let 1996 a 1997 o vztazích mezi bránami v supergravitaci a jejich kalibrační teorii popisuje předpokládanou kalibrační teorii gravitační korespondence.
Klebanovova práce z roku 1998 Gauge Theory Correlators from Non-Critical String Theory, kterou napsal se svými postgraduální studenty Gubserem a Poljakovem, která učinila přesné tvrzení AdS/CFT duality, je mezi nejvíce citovanými dokumenty ve fyzice vysokých energií (přes 7800 citací podle Google Scholar).
Sérii Klebanovových prací o D-bránách vedla k objevu kaskádové kalibrační teorie. Její dvojí pokřivení poskytuje geometrický popis uvěznění kvarků a narušení chirální symetrie. Vztah mezi 3-dimenzionálním kritickým O(N) modelem a bosonovou kalibrační teorií v 4-dimenzionálním AdS prostoru byl nazýván Klebanovova-Poljakovova korespondence.

## Vyznamenání
- 2010 Guggenheimovo stipendium[3]
- 2012 Zvolen do Americké akademie umění a věd.
- 2014 Tomassoniho cena[4]
- 2016 Zvolen do americké Národní akademie věd.[5]

## Práce
- hep-th/9702076 "World Volume Approach to Absorption by Non-dilatonic Branes ", High Energy Physics - Theory (hep-th) Igor R. Klebanov, 10 Feb 1997
- hep-th/9802109 "Gauge Theory Correlators from Non-Critical String Theory", High Energy Physics - Theory (hep-th) S.S. Gubser, I.R. Klebanov, A.M. Polyakov, 16 Feb 1998
- hep-th/0007191 "Supergravity and a Confining Gauge Theory: Duality Cascades and Chiral Symmetry Breaking-Resolution of Naked Singularities" High Energy Physics - Theory (hep-th); Igor R. Klebanov (Princeton), Matthew J. Strassler (IAS) 24 Jul 2000
- hep-th/0210114 "AdS Dual of the Critical O(N) Vector Model", High Energy Physics - Theory (hep-th) I.R. Klebanov, A.M. Polyakov, 13 Nov 2002
- "Some stringy aspects of the AdS/CFT duality", Strings 2002, Igor Klebanov
- Solving Quantum Field Theories via Curved Spacetimes, Physics Today, Igor Klebanov and Juan Maldacena.